# قائمة مدارس سودبيري
قائمة مدارس سودبيري
تقوم مدارس سودبيري بممارسة نوعًا من التعليم يقرر فيه الطلاب بشكل فردي ما يجب فعله بأوقاتهم، ويتعلمون كمنتج ثانوي للتجربة العادية بدلاً من الفصول الدراسية والمناهج الدراسية القياسية والتقليدية. يتحمل الطلاب كامل المسؤولية عن تعليمهم ويتم أدارة المدرسة من خلال نظام ديمقراطي مباشر يتمتع فيه الطلاب والموظفون بصوت متساوٍ.
يشير اسم «سودبيري» إلى مدرسة وادي سودبوري التي تأسست عام 1968 في فرامنغهام، ماساتشوستس. كانت مدرسة وادي سودبيري مصدر إلهام للعديد من المدارس حيث تشير العديد منها إلى نفسها باسم «مدارس سودبيري».
رفضت مدرسة وادي سودبيري رسميًا فكرة وجود تعريف رسمي أو قائمة رسمية بمدارس سودبيري، وفي عام 2016م أنهت ممارستها السابقة للربط بالمدارس الأخرى التي ادعت أنها تعمل بطريقة مماثلة لها. كتب دانيال جرينبيرج، أحد مؤسسي مدرسة وادي سودبيري، أن هناك شيئين يميزان مدرسة سودبيري النموذجية: اولاً انه يتم التعامل مع الجميع على قدم المساواة وثانيًا لا توجد سلطة بخلاف تلك الممنوحة بموافقة مجتمع المدرسة.

## مدارس سودبيري الحالية

### ألمانيا
نيو شول هامبورغ، هامبورغ

### المملكة المتحدة
مدرسة إيست كينت سودبري، مارجيت

### الولايات المتحدة الأمريكية
- مدرسة الدائرة، هاريسبرج، بنسلفانيا
- مدرسة كليرووتر، بوثيل، واشنطن
- مدرسة فيرهافن، مارلبورو العليا، ماريلاند
- مدرسة هايلاند، إلينبورو، فيرجينيا الغربية
- مدرسة هيوستن سودبيري، هيوستن
- مدرسة فيلادلفيا الحرة، فيلادلفيا
- مدرسة وادي سودبوري، فرامنغهام، ماساتشوستس
- مدرسة قرية ثري ريفرز، بيتسبرغ